# Axioma peripatético
O axioma peripatético é: "Nada está no intelecto que não tenha estado primeiro nos sentidos" (latim: "Nihil est in intellectu quod non sit prius in sensu"). Pode ser encontrado no De veritate, de Tomás de Aquino, q. 2 a. 3 arg. 19.

Aquino adotou esse princípio da escola peripatética da filosofia grega, estabelecida por Aristóteles. Aquino argumentou que a existência de Deus poderia ser provada raciocinando a partir de dados dos sentidos. Ele usou uma variação da noção aristotélica de "intelecto ativo" ("intellectus agens") que ele interpretou como a capacidade de abstrair significados universais de dados empíricos particulares.